# Ameisensackkäfer

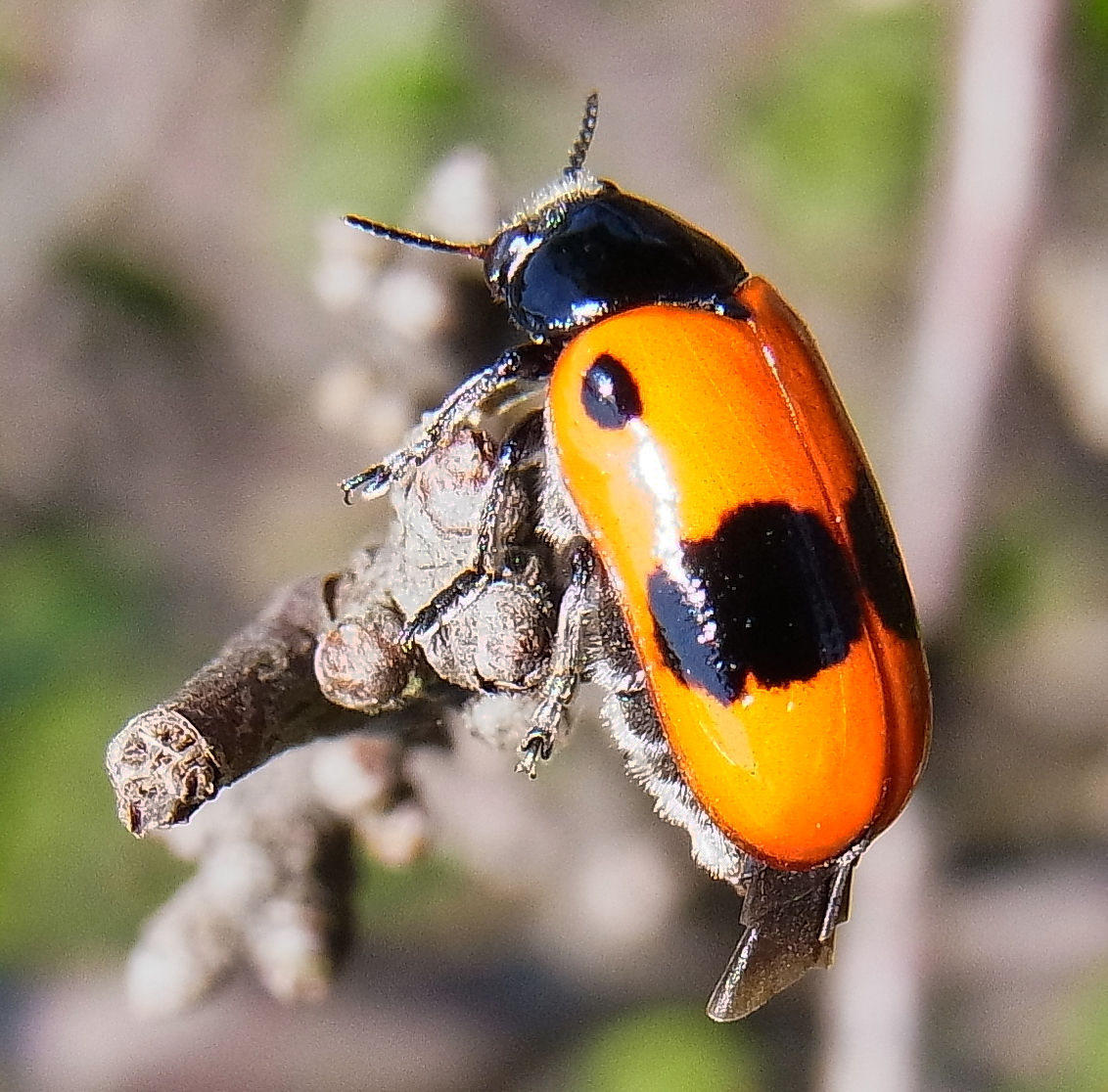
Seitenansicht

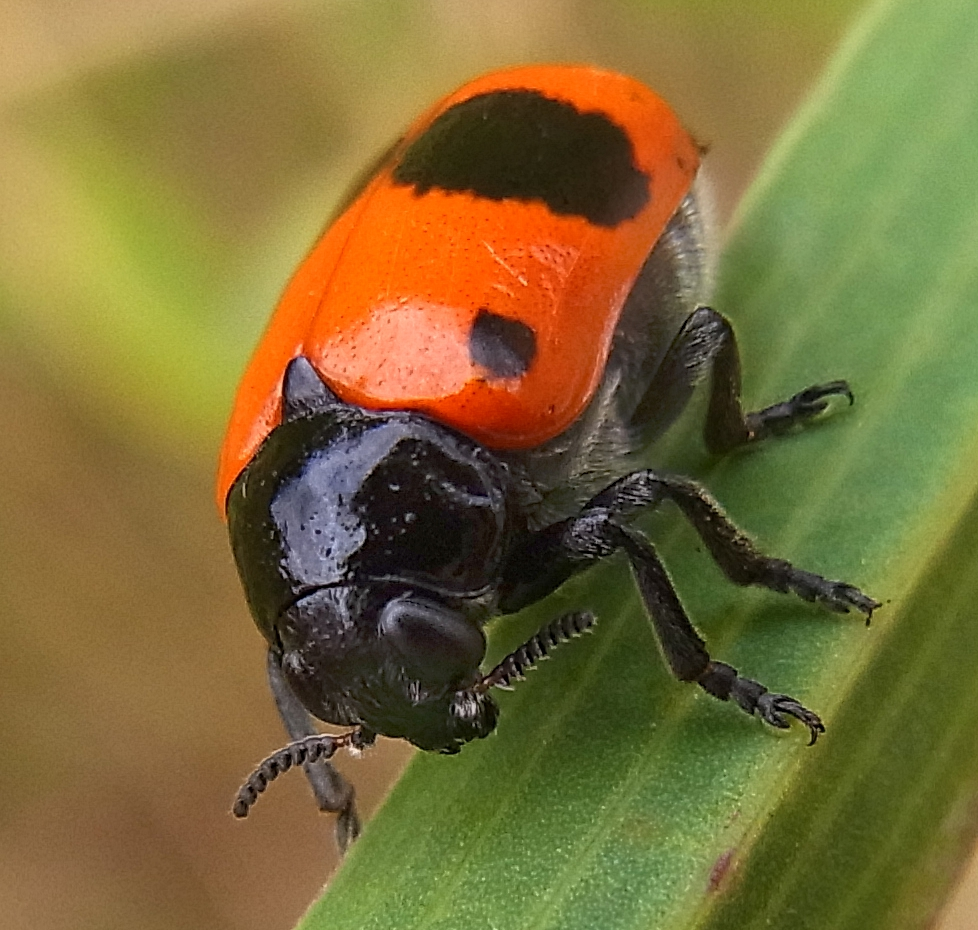
Vorderansicht

Der Ameisensackkäfer oder Ameisen-Blattkäfer (Clytra laeviuscula) ist eine Käferart aus der Familie der Blattkäfer (Chrysomelidae).

## Merkmale
Die Käfer werden 7 bis 11 Millimeter lang und haben einen walzenförmigen Körperbau. Die Deckflügel sind rötlichorange bis orangegelb und weisen je einen kleinen schwarzen Fleck an der Schulter sowie ungefähr mittig auf den Deckflügeln eine breite, schwarze Binde auf. Diese wird an der Flügeldeckennaht und den Deckflügelseiten schmaler, wodurch sie in zwei rundliche Flecken aufgeteilt ist. Gelegentlich sind diese beiden Flecken wiederum geteilt, miteinander über die Naht hinaus verbunden oder fehlen völlig. Der übrige Körper ist wie auch der Halsschild schwarz. Letzterer ist nahezu glatt und hat einen sehr schmalen, rinnenförmigen Seitenrand. Die Art kann mit dem sehr ähnlichen Clytra quadripunctata verwechselt werden. Diese Art hat jedoch weniger kräftig ausgeprägte schwarze Flecken auf den Deckflügeln sowie einen breiten Halsschild mit runzeligem Rand.

## Vorkommen
Die Art ist in fast ganz Europa, mit Ausnahme des hohen Nordens, sowie Irlands, Portugals und Griechenlands nachgewiesen. Die Tiere besiedeln verschiedene Lebensräume wie etwa sonnige Waldränder und Trockenhänge, aber auch Flussauen und Parks. Die Art tritt von Mai bis August häufig auf.

## Lebensweise
Die Imagines ernähren sich von Weißdornen, Eschen und Weiden, auf denen sie meist zu finden sind. Die Käfer paaren sich in der Nähe von Ameisennestern, die Eier werden mit Schuppen aus Kot beklebt und fallen gelassen. Die Ameisen tragen sie schließlich in ihr Nest. Im Nest ernähren sich die Käferlarven sowohl von der Nahrung der Ameisenbrut, als auch von Abfällen und mitunter auch von der Brut. Sie bauen um sich eine Hülle aus Kot (Skatoconche), die sie vor den Ameisen schützt. Die Verpuppung findet im Ameisennest ebenso geschützt von der Kothülle statt. Die jungen Imagines schlüpfen daraus erst, wenn ihr Chitinpanzer ausgehärtet ist und verlassen schließlich das Nest. Werden die Tiere angegriffen, stellen sie sich tot (Thanatose).

## Belege